# برادر بزرگ
در رمان ۱۹۸۴، برادر بزرگ (به انگلیسی: Big Brother) نماد و چهرهٔ نظام حکومتی است که به روش های گوناگون، بر زندگی طبقات مختلف مردم، نظارت و کنترل دارد.
تصویر چهرهٔ این مرد، در سرتاسر شهر نصب شده است و حس تحت حمایت و زیر نظر بودن را تلقین می‌کند.
برادر بزرگ حاکم اوشنیا می‌باشد، او هیچ‌گاه در کتاب۱۹۸۴ به عنوان یک شخصیت فیزیکی حضور پیدا نمیکند اما تمام افرادی که در اوشنیا حضور دارند از او حساب می برند، چون او کسی است که همه را می‌بیند، برای همه تعیین تکلیف می کند و مصلحت همه نیز به دست های او تعیین میشود.
از این رو ، اگر در گفتگوهای توصیفی وینستون هم نگاه کنید، خواهید دید که وی تصویر برادر بزرگ را در همه شهر بر پوسترهای بزرگی که بر روی آن نوشته شده است : ” برادر بزرگ شما را می بیند . ” توصیف می کند. همچنین برادر بزرگ بر روی همه سکه ها ضرب شده است و به همه مردم نیز گفته شده است که از طریق تلسکرین ها همه چیز در زندگی آن ها رویت می شود و برادر بزرگ به احوال همه ملت خویش  آگاه است.
برادر بزرگ تاثیر گذار ترین شخصیت داستان ۱۹۸۴ است که هیچگاه نیز در داستان حضور پیدا نمی کند. تمامی آنان که در وزارت حقیقت  کار می کنند ، گفته های برادر بزرگ را در تاریخ می نویسند و سعی می کنند که گفته های قدیمی را دوباره تغییر دهند و آنچه که به نفع حزب است را از زبان برادر بزرگ به رشته تحریر در بیاورند.
نکته دیگر آن است که هیچ‌کدام از اعضای حزب نیز به برادر بزرگ آگاهی و وقوف کامل ندارد. صرفا یک شمای کلی است از کسی که بر همه چیز حکومت می کند برادر بزرگ ، یک ایده درون حزبی برای کنترل مردمی است که در زیر سایه حکومت زندگی می‌کنند .
اما این ایده درون حزبی به حدی گسترش می یابد که همه اعضای حزب نیز به این باور می رسند که برادر بزرگی وجود دارد و قانون گذار اوست و کس دیگری نمی تواند این میان جز او بر تمامی احوالات مردم وقوف داشته باشد.
همچنین واژه «Big Brother» در سال‌های اخیر وارد واژگان زبان روزمره در برخی از کشورهای غربی شده است.

## خلاصه ای از کتاب ۱۹۸۴
در کتاب ۱۹۸۴ نوشته جورج اورول شخصیت اصلی وینستون اسمیت نام دارد. او سعی می کند با ظلم و ستم در سرزمینی به نام اوشنیا بجنگد، جایی که یک حزب دیکتاتور با عنوان “برادر بزرگ” تمام فعالیت های مردم را زیر نظر دارد. در چنین فضایی وینستون جرئت می کند با نوشتن افکار خود روی کاغذ و برقراری ارتباط با دختری به نام جولیا علیه ممنوعیت های فردی رایج اقداماتی انجام دهد. این اقدامات به اصطلاح جنایی و غیر قانونی وینستون، از او یک متخلف ناسازگار ساخته بود و او مجبور بود علی رغم میل باطنی افکار متفاوت خود را اصلاح کند و با حفظ پوشش یا حضور در فعالیت های عمومی شبیه بقیه به نظر برسد. در واقع نوشتن و برقراری ارتباط  با جنس مخالف به عنوان نقض قانون در جایی مطرح نشده اما اگر حکومت متوجه این فعالیت ها می شد ۲۵ سال محکومیت و کار در اردوگاه در انتظار فرد متخلف بود. جورج اورل در کتاب ۱۹۸۴ زندگی بدون آزادی در اوشنیا را با این جمله توصیف می کند:
برادر بزرگ مراقب توست.

## نظرات متفاوت
•بسیاری عقیده دارند که برادر بزرگ‌تر نماد جوزف استالین است و کتاب، زندگی تحت نظامی خودکامه را به تصویر می‌کشد. درکتاب مشخص نیست که برادر بزرگ واقعا وجود دارد یا ساخته دست  
حزب حاکم است که به خود شخصیتی انسانی بدهد. در پروپاگاندای نظام حاکم برادر بزرگ به عنوان فردی  واقعی معرفی می‌شود که به همراه گلداشتاین یکی از بنیانگذاران حزب بوده است. البته گلداشتین که زمانی دور یکی از چهره‌های رهبری‌کننده حزب و هم شأن برادر بزرگ بوده، به عنوان خائن و پیمان شکن به مرگ محکوم می‌شود و بعدتر به شکلی مرموز‌ گریخته و ناپدید شده است.

## فیلم۱۹۸۴
در سال ۱۹۸۴ مایکل ردفورد فیلمی بر اساس رمان ۱۹۸۴ ساخت، که بسیار متعهد به متن بود. ردفورد متن اصلی رمان را با تغییر بسیار کمی تبدیل به فیلمنامه کرد. این فیلم در جدول فروش جهانی، بیش از ۸ میلیون دلار درآمد داشت و بازیگرانی مشهور چون جان هارت در آن ایفای نقش می‌کردند. فیلم ۱۹۸۴ جایزه‌ ان ام ای (NME Awards) را دریافت کرد و این جایزه روی فروش بیشتر این فیلم بسیار تاثیرگذار بود.

## دیگر کاربردها و ابهام زدایی
گردیده‌است.